# Nörten-Hardenberg
Nörten-Hardenberg is een plaats en gemeente in de Duitse deelstaat Nedersaksen, gelegen in het Landkreis Northeim. De stad telt 8.435 inwoners.

## Indeling van de gemeente
Tot Nörten-Hardenberg behoren de Ortsteile
| - Angerstein (ten zuiden van de hoofdplaats Nörten-Hardenberg) - Bishausen (ten oosten van de hoofdplaats Nörten-Hardenberg) - Elvese (ten noordwesten van de hoofdplaats Nörten-Hardenberg) - Lütgenrode (ten westen van de hoofdplaats Nörten-Hardenberg) | - Nörten-Hardenberg - Parensen (ten zuidwesten van de hoofdplaats Nörten-Hardenberg en van de A7) - Sudershausen (ten oosten van de hoofdplaats Nörten-Hardenberg) - Wolbrechtshausen (ten westen van de hoofdplaats Nörten-Hardenberg en van de A7) |

## Geografie
Nörten-Hardenberg ligt direct aan de oostoever van de Leine. De gemeente heeft een oppervlakte van 54 km² en ligt 11 km ten noorden van Göttingen, 11 km ten zuiden van Northeim,  en 30 km ten noordwesten van Duderstadt (te bereiken over de Bundesstraße B 446). De plaats ligt 1 km ten oosten van de Autobahn A7 en heeft een station aan de spoorlijn van Göttingen naar Northeim.

## Geschiedenis
De plaats was in de 13e en 14e eeuw een ommuurde stad en bezat ook stadsrechten. In later eeuwen werd de plaats diverse malen verwoest (waardoor de stadsrechten van Nörten-Hardenberg werden ingetrokken) en heropgebouwd.

## Economie
- De plaats is van oudsher bekend om zijn geestrijke dranken; al sinds de 16e eeuw worden er, o.a. onder het merk Hardenberg, allerlei soorten brandewijn en likeur gebrouwen.
- Nörten-Hardenberg heeft talrijke kleine en middelgrote ambachtelijke, industrie- en handelsbedrijven.

## Bezienswaardigheden
- de ruïne van Kasteel Hardenberg
- In de binnenstad staan enige oude vakwerkhuizen en het oude klooster Marienstein.
- Nörten-Hardenberg ligt in een mooie, heuvelachtige en bosrijke omgeving.
- Ruïne Plessenburg, met fraai uitzicht, 7 km ten zuidoosten van de plaats

## Galerij

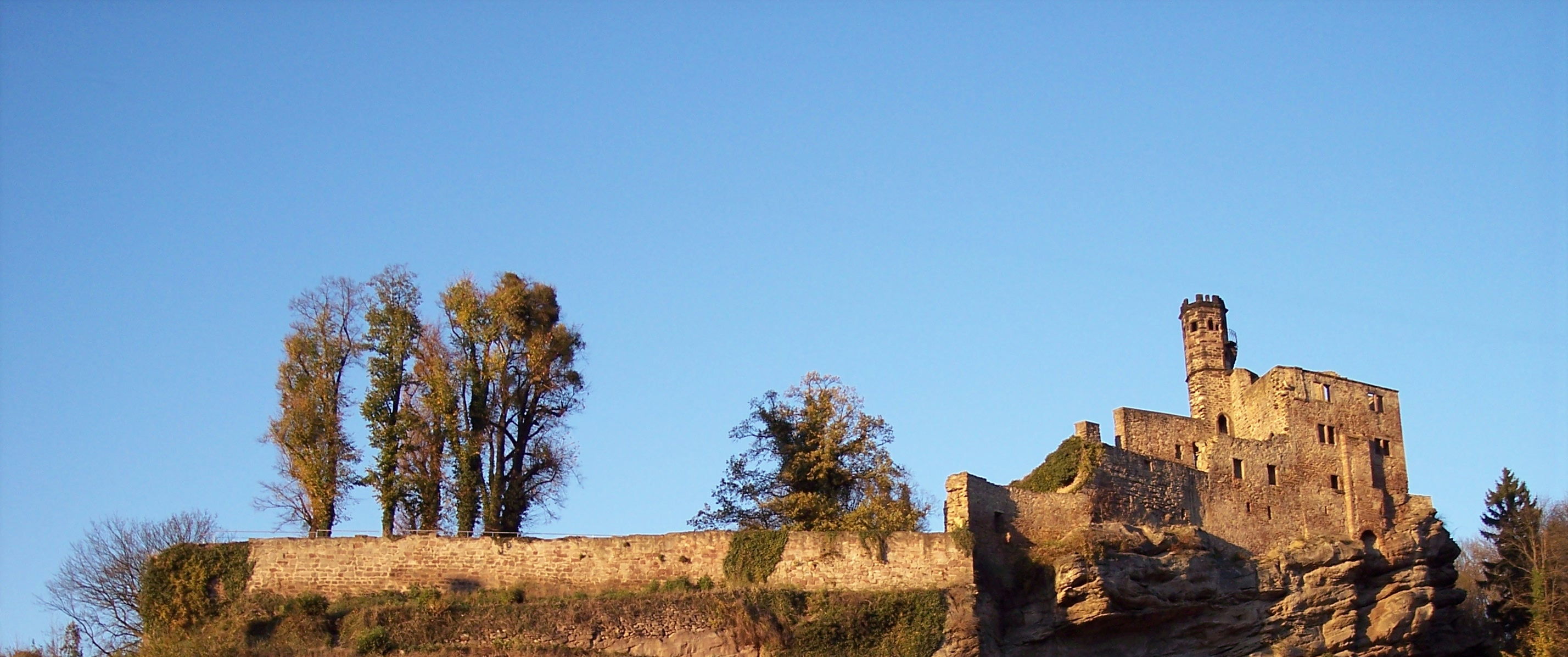
Kasteelruïne Hardenberg
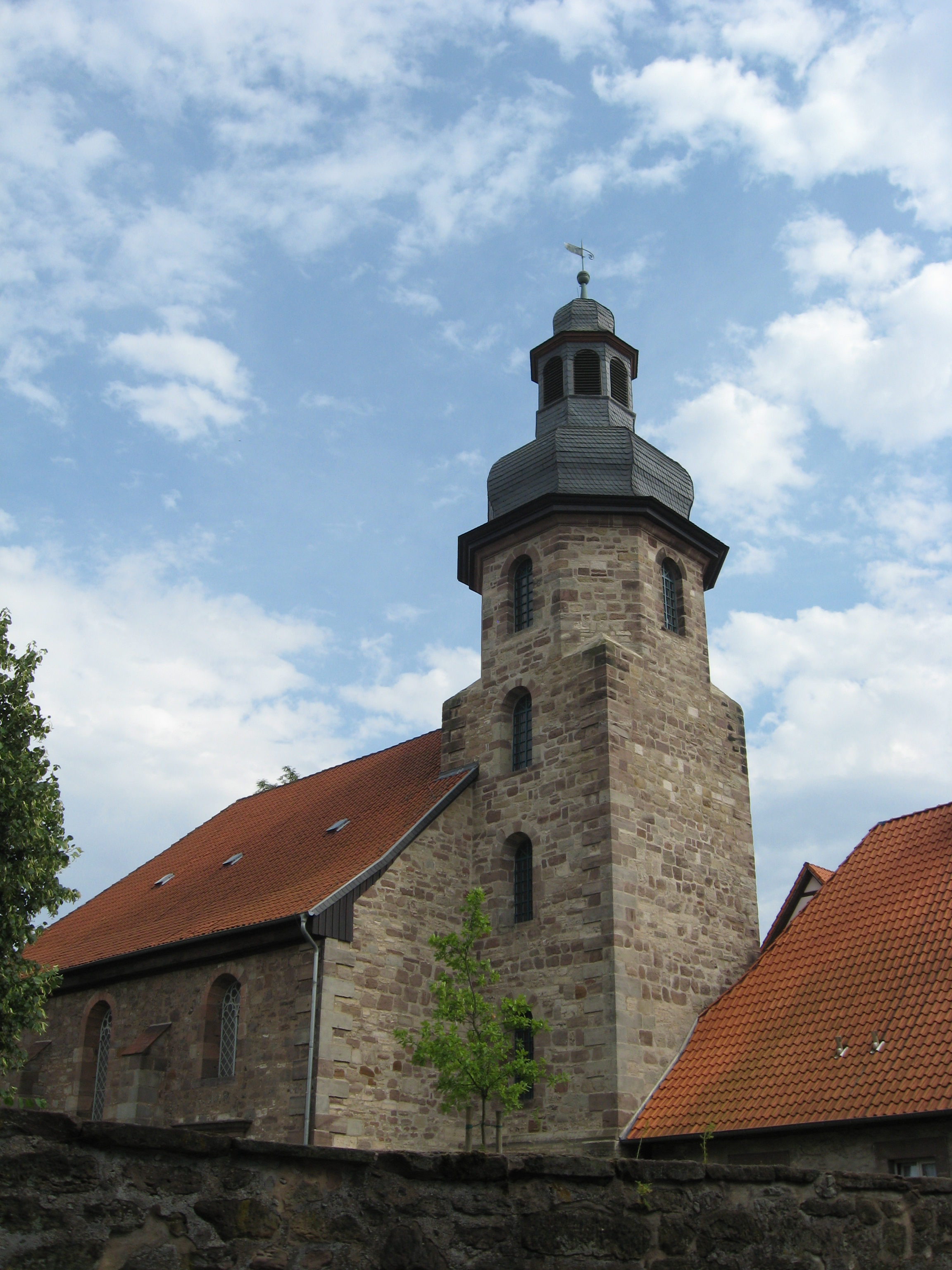
Kloosterkerk Marienstein
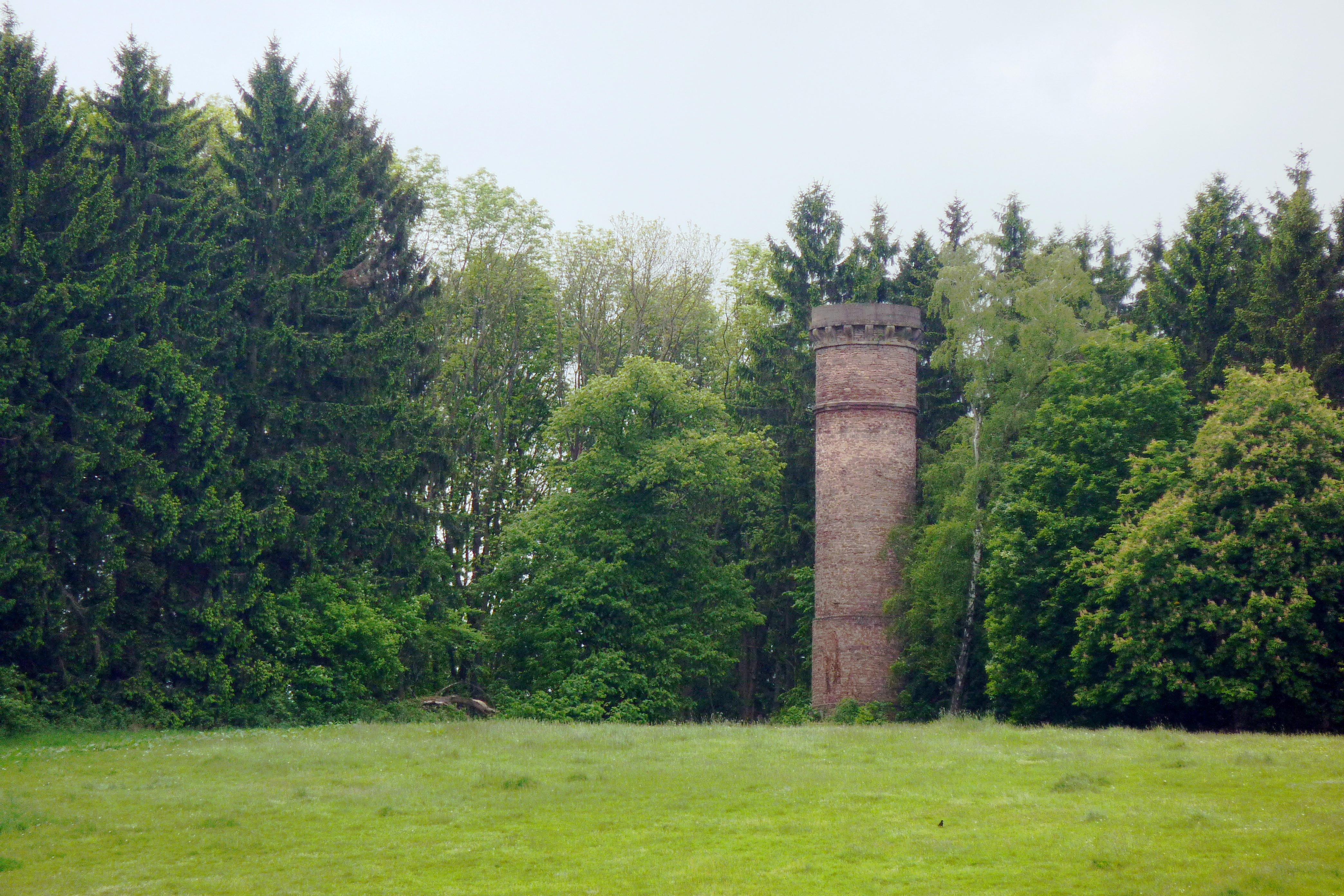
Hardenbergwarte (uitzichttoren, bouwjaar 1842)
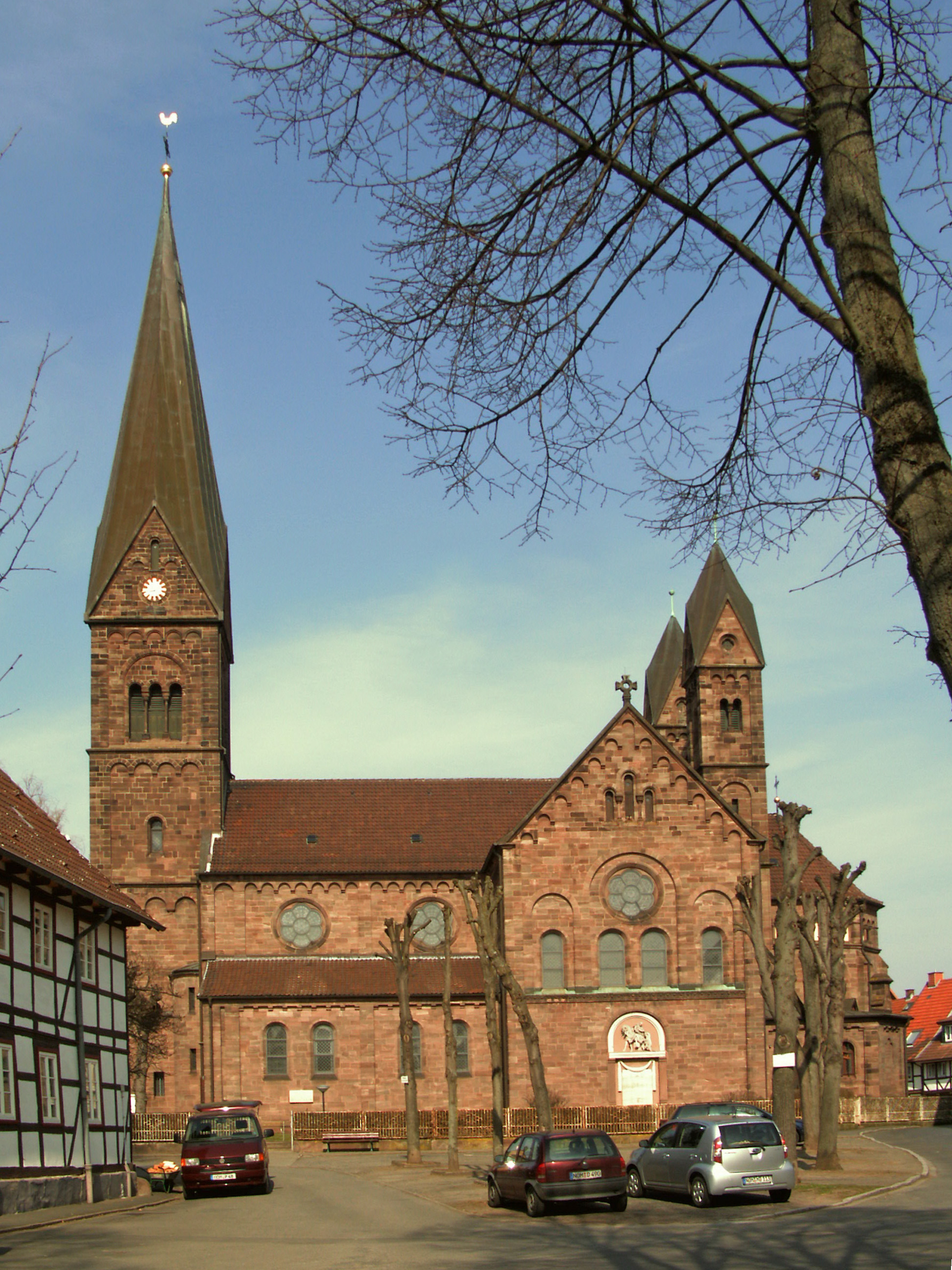
Rooms-katholieke St. Martinuskerk (19e eeuw)

- Gemeinsame Normdatei: 4101838-2
- MusicBrainz: e42128b2-252d-4d1f-bcf3-2da0d986143e
- Nationale Bibliotheek van Israël: 987007411767805171
- Virtual International Authority File: 243464426

Bad Gandersheim · 
Bodenfelde · 
Dassel · 
Einbeck · 
Hardegsen · 
Kalefeld · 
Katlenburg-Lindau · 
Moringen · 
Nörten-Hardenberg · 
Northeim · 
Uslar